# Стецьківська сільська рада (Сумський район)
Стецькі́вська сільська́ ра́да — колишній орган місцевого самоврядування в Сумському районі Сумської області. Адміністративний центр — село Стецьківка.

## Загальні відомості
- Населення ради: 4 169 осіб (станом на 2001 рік)

## Населені пункти
Сільській раді підпорядковані населені пункти:
- с. Стецьківка
- с. Кардашівка
- с. Радьківка
- с. Рибці
- с. Шевченкове

## Склад ради
Рада складається з 22 депутатів та голови.
- Голова ради: Верніченко Ігор Миколайович

### Керівний склад попередніх скликань
| Прізвище, ім'я, по батькові | Основні відомості                                                                                  | Дата обрання | Дата звільнення |
| --------------------------- | -------------------------------------------------------------------------------------------------- | ------------ | --------------- |
| Радько Микола Миколайович   | Сільський голова, 1966 року народження, безпартійний                                               | 26.03.2006   | 31.10.2010      |
| Верніченко Ігор Миколайович | Сільський голова, 1963 року народження, освіта вища, член Всеукраїнського об'єднання «Батьківщина» | 31.10.2010   |                 |

Примітка: таблиця складена за даними сайту Верховної Ради України

### Депутати
За результатами місцевих виборів 2010 року депутатами ради стали:

#### За суб'єктами висування
| Суб'єкт висування                                       | Кількість обраних депутатів | %    |
| ------------------------------------------------------- | --------------------------- | ---- |
| Самовисування                                           | 15                          | 68,2 |
| Політична партія Всеукраїнське об'єднання «Батьківщина» | 5                           | 22,7 |
| Партія Християнсько-Демократичний Союз                  | 2                           | 9,1  |

#### За округами
| № округу                                                | Прізвище, ім'я, по батькові      | Дата визнання обраним | Освіта             | Партійна приналежність                        | Відомості про обраного депутата                                      |
| ------------------------------------------------------- | -------------------------------- | --------------------- | ------------------ | --------------------------------------------- | -------------------------------------------------------------------- |
| Партія Християнсько-Демократичний Союз                  |                                  |                       |                    |                                               |                                                                      |
| 5                                                       | Диченко Віра Іванівна            | 05.11.2010            | середня спеціальна | член Партії Християнсько-Демократичний Союз   | ФОП «Винниченко», працівник                                          |
| 17                                                      | Хмелецька Наталія Ігорівна       | 05.11.2010            | вища               | член Партії Християнсько-Демократичний Союз   | фізична особа-підприємець                                            |
| Політична партія Всеукраїнське об'єднання «Батьківщина» |                                  |                       |                    |                                               |                                                                      |
| 3                                                       | Ігнатенко Володимир Олексійович  | 05.11.2010            | середня            | член Всеукраїнського об'єднання «Батьківщина» | ЗАТ «Сумський КЗ», майстер                                           |
| 10                                                      | Білан Валентина Сергіївна        | 05.11.2010            | середня            | член Всеукраїнського об'єднання «Батьківщина» | ТОВ Агрофірма «Рост», вагарь                                         |
| 14                                                      | Ховзун Ірина Анатоліївна         | 05.11.2010            | вища               | член Всеукраїнського об'єднання «Батьківщина» | Стецьківське СП, завідувачка магазину                                |
| 15                                                      | Дегтярьов Олександр Дмитрович    | 05.11.2010            | середня            | член Всеукраїнського об'єднання «Батьківщина» | ПП «Дегтярьов О. Д.»                                                 |
| 16                                                      | Михайленко Наталія Володимирівна | 05.11.2010            | середня спеціальна | член Всеукраїнського об'єднання «Батьківщина» | ЗАТ «Сумський КЗ», завідувачка складом                               |
| Самовисування                                           |                                  |                       |                    |                                               |                                                                      |
| 1                                                       | Чеботарьова Лариса Вікторівна    | 05.11.2010            | середня спеціальна | позапартійна                                  | фізична особа-підприємець                                            |
| 2                                                       | Рогожний Віталій Іванович        | 03.01.2011            | вища               | позапартійний                                 | тимчасово не працює                                                  |
| 4                                                       | Рибець Григорій Іванович         | 05.11.2010            | середня            | позапартійний                                 | ДП «Сумиспирт», тесляр                                               |
| 6                                                       | Гамота Галина Миколаївна         | 05.11.2010            | середня спеціальна | позапартійна                                  | Стецьківська дільнична лікарня, медсестра                            |
| 7                                                       | Рибкіна Людмила Олександрівна    | 05.11.2010            | середня спеціальна | позапартійна                                  | Стецьківський дошкільний навчальний заклад «Веселі зайчата», завгосп |
| 8                                                       | Кувшинова Ольга Григорівна       | 05.11.2010            | вища               | позапартійна                                  | ЗАТ «Сумський КЗ», головний економіст                                |
| 9                                                       | Анохіна Валентина Іванівна       | 05.11.2010            | вища               | позапартійна                                  | пенсіонер                                                            |
| 11                                                      | Переяслов Юрій Сергійович        | 05.11.2010            | середня            | позапартійний                                 | Сумське машинобудівне НВО ім. Фрунзе, котельник                      |
| 12                                                      | Коноваленко Віктор Олександрович | 05.11.2010            | середня            | позапартійний                                 | ПП Корнієнко, управляючий комплексом                                 |
| 13                                                      | Савінкіна Ніна Василівна         | 05.11.2010            | середня спеціальна | позапартійна                                  | пенсіонер                                                            |
| 18                                                      | Мельник Тетяна Григорівна        | 05.11.2010            | середня            | позапартійна                                  | Стецьківська дільнична лікарня, реєстратор                           |
| 19                                                      | Чугай Павло Іванович             | 05.11.2010            | середня            | позапартійний                                 | ПП «Гавриленко», водій                                               |
| 20                                                      | Вітковська Олена Борисівна       | 05.11.2010            | середня спеціальна | позапартійна                                  | Стецьківська сільська рада, секретар                                 |
| 21                                                      | Толстокор Микола Гурійович       | 05.11.2010            | середня спеціальна | позапартійний                                 | ЗАТ «Сумський КЗ», механік                                           |
| 22                                                      | Шапаренко Світлана Степанівна    | 05.11.2010            | середня            | позапартійна                                  | фізична особа-підприємець                                            |